# Youssef Rzouga
Youssef Rzouga, em árabe, يوسف رزوقة, (Ksour Essef, 21 de março de 1957) é um poeta e escritor tunisiano de expressão árabe e francês.
Rzouga adopta uma atitude estética de constante inovação nas suas obras, tendo produzido larga obra literária que lhe conferiu notoriedade tanto na África setentrional, como na Europa e Oriente Médio.

## Obras poéticas
- (em árabe)
  - 1978:Distinto por a tristeza
  - 1984:Programa da rosa
  - 1986:A bússola do Youssef, o viajante
  - 1998:O Lobo e o Verbo
  - 2000:País entre dois mâos
  - 2001:Flores de Bióxido da História
  - 2002:Declaração de Estado do Alerta
  - 2003:Obra completa (primeiro tomo)
  - 2004:A Borboleta e a Dinamite
  - 2004:Iogana (o livro de ioga poético)
  - 2005:A Terra Zero

- (em francês)
  - 2005: O Filho da Aranha
  - 2005: Iotalia
  - 2005: Mil e um poemas
  - 2005: O Jardim de França
  - 2006: Mais cedo em cima da Terra

## Obras em prosa
- 1986: O arquipélago (novela)
- 1992:O voo da laranja (ficção)

### Outros
- 2000: Carta do poeta - Jerach (manifesto poético juntamente com figuras árabes como Ezzeddine Mnasra, Med Ali Chamseddine, Rachid Yahyaoui, Chems Eddine el Ouni. Este grupo surgiu como forma de protesto contra a nova ordem mundial)

### Prémios
- 1981-O Premio nacional de Poesia
- 1985-O Premio nacional de Poesia
- 1998-O Premio nacional de la poesia.
- 2003-O premio Ac-Chabbi
- 2004-O Premio Mahdia
- 2004-Grande Premio da literatura arabe
- 2005-Grande Premio do Egipto